# Luigi Bonizzoni
Luigi Bonizzoni (Milán, Provincia de Milán, Italia, 23 de noviembre de 1919-Ossona, Provincia de Milán, Italia, 6 de diciembre de 2012) fue un futbolista y director técnico italiano. Se desempeñaba en la posición de centrocampista.

## Clubes

### Como futbolista
| Club            | País   | Año       |
| --------------- | ------ | --------- |
| A. C. Legnano   | Italia | 1938-1939 |
| A. C. Milan     | Italia | 1939-1940 |
| Calcio Padova   | Italia | 1940-1941 |
| U. S. Cremonese | Italia | 1941-1942 |
| U. S. Lecce     | Italia | 1942-1943 |

### Como entrenador
| Club             | País   | Año       |
| ---------------- | ------ | --------- |
| A. C. Magenta    | Italia | 1946-1947 |
| A. C. Monza      | Italia | 1947-1948 |
| A. C. Magenta    | Italia | 1948-1949 |
| A. C. Crema      | Italia | 1949-1950 |
| Brescia Calcio   | Italia | 1950-1952 |
| U. S. Palermo    | Italia | 1952-1953 |
| Calcio Como      | Italia | 1953      |
| Brescia Calcio   | Italia | 1953-1954 |
| Atalanta B. C.   | Italia | 1954-1957 |
| S. C. Marsala    | Italia | 1957-1958 |
| Hellas Verona    | Italia | 1958      |
| A. C. Milan      | Italia | 1958-1960 |
| Udinese Calcio   | Italia | 1960-1962 |
| Brescia Calcio   | Italia | 1962-1963 |
| Mantova F. C.    | Italia | 1963-1964 |
| A. C. Bellinzona | Suiza  | 1964-1965 |
| Genoa C. F. C.   | Italia | 1965-1966 |
| U. S. Foggia     | Italia | 1966-1968 |
| A. C. Cesena     | Italia | 1969-1971 |
| A. S. Imperia    | Italia | 1971-1973 |

## Palmarés

### Como futbolista

#### Campeonatos nacionales
| Título  | Club            | País   | Año     |
| ------- | --------------- | ------ | ------- |
| Serie C | U. S. Cremonese | Italia | 1941-42 |
| Serie C | U. S. Lecce     | Italia | 1942-43 |

### Como entrenador

#### Campeonatos nacionales
| Título  | Club          | País   | Año     |
| ------- | ------------- | ------ | ------- |
| Serie C | A. C. Magenta | Italia | 1946-47 |
| Serie A | A. C. Milan   | Italia | 1958-59 |